# Храм Юноны Соспиты (Палатин)
Храм Юноны Соспиты (лат. Aedem Sospitae lunoni) ― ныне утраченное древнеримское культовое сооружение, возведённое в честь богини плодородия Юноны на Палатинском холме в Риме. 
Культ Юноны Соспиты (Юноны Вспомощенствующей) возник в латинском городе Ланувиуме. В 338 году до н.э. граждане Ланувиума получили римское гражданство, а римляне восприняли культ Юноны Соспите. Первый храм Юноны был построен на Палатине. О существовании этого святилища известно со слов Овидия, который сообщает, что этот храм ко во времени его жизни уже был утрачен, но первоначально он стоял рядом с Храмом Великой Матери.
Рядом с площадью перед Храмом Великой Матери во времена правления императора Адриана был заложен фундамент небольшого строения, которое сначала было идентифицировано исследователями как Храм Виктории Девы. Слоем ниже были обнаружены руины ещё более древнего храма архаической эпохи, который был перестроен позднее, в республиканскую эпоху. Здесь же был выкопан археологами антефикс с головой Юноны, что позволило историкам предположить, что изначально в этом месте находился храм богини Юноны Соспиты.
Второй храм Юноны Соспиты в Риме был построен на территории Форума Holitorium.